# Ophiopogon bockianus
Ophiopogon bockianus är en sparrisväxtart som beskrevs av Friedrich Ludwig Diels. Ophiopogon bockianus ingår i släktet Ophiopogon och familjen sparrisväxter. Inga underarter finns listade i Catalogue of Life.